# 산맥 목록
이 문서는 지구의 대륙별 산맥 목록과 다른 천체의 산맥 목록을 가나다순으로 제공한다.

## 지구

### 길이순
- 해령 - 65,000km(40,389mi)[1]
- 안데스산맥 - 7,000km(4,350mi) 이상
- 로키산맥 - 4,800km(2,983mi)
- 그레이트디바이딩산맥 - 3,700km(2,299mi)
- 남극 횡단산맥 - 3,500km(2,175mi)
- 히말라야산맥 - 약 2,400km(1,491mi)

### 대륙별

#### 아시아
- 기단산맥 ???(러시아)
- 너클스산맥(스리랑카)
- 다싱안링산맥(중국)
  - 샤오싱안링산맥
- 동고츠산맥(인도)
- 백두대간(한국)
  - 태백산맥(대한민국, 조선민주주의인민공화국)
  - 소백산맥(대한민국)
- 디나르알프스산맥
- 사얀산맥(시베리아)
- 사페드코산맥 ???(아프가니스탄, 파키스탄)
- 서고츠산맥(인도)
- 코르디예라센트랄산맥 (필리핀)
- 셀레스티얼산맥 ???(키르기스스탄)
- 솔트산맥 ???(파키스탄)
- 술라이먼산맥(파키스탄, 이란)
- 스타노보이산맥(시베리아)
- 시에라마드레산맥(필리핀)
- 시호테알린산맥(시베리아)
- 아라비아산맥???
- 안남산맥(라오스, 베트남)
- 안티레바논산맥(레바논, 시리아)
- 엘부르즈산맥(이란)
- 알타이산맥(러시아, 중국, 몽골, 카자흐스탄)
- 알하자르산맥(오만, 아랍에미리트)
- 엘부리아간산맥????
- 오언스탠리산맥(뉴기니섬)
- 우랄산맥(러시아)
- 일본 알프스(일본)
  - 기소산맥
  - 아카이시산맥
  - 히다산맥
- 자그로스산맥(이란, 이라크)
- 자야비자야산맥(인도네시아)
- 중주르산맥(시베리아)
- 체르스키산맥(시베리아)
- 치타공 산악 지대(방글라데시)
- 카라바요산맥(필리핀)
- 카라코람산맥(파키스탄, 중국, 인도)
- 카르다몸산맥(캄보디아)
- 캅카스산맥(러시아 남부, 조지아, 아제르바이잔, 아르메니아, 이란 북부)
- 코랴크산맥(시베리아)
- 쿠라이산맥 ???(러시아)
- 쿤룬산맥(티베트)
- 키르타르산맥(파키스탄)
- 키빈스키산맥 ???(러시아)
- 타우루스산맥(터키)
- 톈산산맥(중국, 카자흐스탄, 키르기스스탄)
- 토바카카르산맥(아프가니스탄, 파키스탄)
- 티티왕사산맥(말레이시아)
- 파미르고원(타지키스탄, 키르기스스탄, 아프가니스탄, 파키스탄)
- 판시판산맥(베트남)
- 하라즈산맥(예멘)
- 히말라야산맥(네팔, 부탄, 중국, 인도, 파키스탄)
  - 마하바라트레크산맥 또는 소히말라야산맥
  - 시왈리크산맥 또는 "추리아 산악 지대", "서브히말라야산맥"
- 힌두쿠시산맥(아프가니스탄, 파키스탄)

#### 유럽
- 알프스산맥(오스트리아, 프랑스, 독일, 이탈리아, 슬로베니아, 스위스)
  - 동알프스산맥
    - 중동알프스산맥(오스트리아, 스위스, 이탈리아)
      - 베르가모알프스산맥
      - 호헤타우에른산맥
        - 안코겔산맥
        - 데페레겐산맥
        - 그로스글로크너산맥
        - 골드베르크산맥
        - 그라나츠피츠산맥
        - 하프너산맥
        - 크로이체크산맥
        - 리세르페르너산맥
        - 쇼버산맥
        - 그로스베네디거산맥

      - 키츠뷔엘 알프스
      - 니데레타우에른산맥 ???
      - 외츠탈 알프스
      - 라이티아 알프스
        - 알불라산맥
        - 베르니나산맥
        - 브레가리아산맥
        - 리비뇨산맥
        - 오버할프슈타인산맥
        - 플레수르산맥
        - 삼나운 알프스
        - 세스베나산맥
        - 질브레타산맥

      - 스투바이 알프스
      - 툭스 알프스
      - 베르발 알프스
      - 칠러탈 알프스

    - 북부 석회암 알프스산맥(오스트리아, 독일)
      - 알가우 알프스
      - 베르히테스가덴 알프스
      - 다흐슈타인산맥
      - 엔스탈 알프스
      - 카르벤델산맥
      - 레흐탈 알프스
      - 뢰티콘산맥???
      - 토테스게비르게산맥
      - 베터슈타인산맥
      - 빌덴카이저산맥

    - 남부 석회암 알프스산맥(오스트리아, 이탈리아, 슬로베니아)
      - 아다멜로프레사넬라산맥
      - 브렌타산맥
      - 카르닉 알프스
      - 돌로미티산맥
      - 율리안알프스산맥
      - 캄니크 알프스
      - 카라반켄산맥
      - 오르틀러 알프스

  - 서알프스산맥(프랑스, 스위스, 이탈리아)
    - 베른 알프스
    - 코티안 알프스
    - 도피네 알프스
    - 글라루스 알프스
    - 그라이안알프스산맥
      - 바누아즈산맥
      - 그란파라디소산맥

    - 레포티네 알프스
    - 리구리아 알프스
    - 마리팀 알프스
    - 몽블랑산맥
    - 북동스위스 알프스
    - 펜닌 알프스
    - 사부아 알프스
    - 우르너 알프스
- 아펜니노산맥(이탈리아)
- 발칸산맥(불가리아, 세르비아)
- 벨라시카산맥(불가리아, 그리스, 마케도니아 공화국)
- 검은숲(독일)
- 블랙산맥(웨일스)
- 브레콘비콘스산맥(웨일스)
- 케언곰산맥(스코틀랜드)
- 칸타브리아산맥(스페인)
  - 피코스데에우로파산맥
  - 바스크산맥
- 카르파티아산맥(폴란드, 체코, 슬로바키아, 우크라이나, 루마니아)
  - 타트리산맥
  - 베스키디산맥
  - 비에스츠크자디산맥
  - 트란실바니아알프스산맥
    - 파링그산맥(루마니아)
    - 레테자트산맥(루마니아)

  - 오아스산맥(루마니아)
- 캅카스산맥(러시아, 조지아, 아제르바이잔)
- 당텔 드 몽미렐(프랑스)
- 디나르알프스산맥(슬로베니아, 크로아티아, 보스니아 헤르체고비나, 몬테네그로, 세르비아, 마케도니아 공화국, 알바니아)
- 그램피언산맥(스코틀랜드)
  - 벤네비스
- 하르츠산맥(독일)
- 쥐라산맥(스위스, 프랑스)
- 카렐리데스산맥(고대 핀란드)
- 맥길커디릭스(아일랜드섬)
- 마친산맥(루마니아)
- 에르츠산맥(독일, 체코)
- 오소고보산맥(불가리아, 마케도니아 공화국)
- 페닌산맥(잉글랜드)
- 핀도스산맥(그리스)
- 피린산맥(불가리아)
- 피레네산맥(스페인, 프랑스, 안도라)
- 로도피산맥(불가리아, 그리스)
- 릴라산맥(불가리아)
- 뢴산맥(독일)
- 스칸디나비아산맥(노르웨이, 스웨덴; 핀란드에는 일부만)
  - 세테스달스헤이네
  - 요툰헤이멘
  - 론다네
  - 도브레피엘
  - 트롤헤이멘
  - 키올렌산맥(노르웨이-스웨덴 국경)
  - 살트피엘레
  - 린겐 알프스
- 모레나산맥(스페인)
- 베티코산맥(스페인)
- 센트랄산맥(스페인, 포르투갈)
  - 과다라마산맥
- 이베리코산맥(스페인)
- 페니베티코산맥(스페인)
- 스노도니아산맥(웨일스)
- 스렌드라고라산맥(불가리아)
- 스트란드차산맥(불가리아, 터키)
- 스베코펜니데스산맥(고대 핀란드, 스웨덴)
- 수데티산맥(체코, 독일, 폴란드)
  - 스토워베산맥
  - 크르코노셰산맥
  - 이제라산맥
  - 오를리츠케산맥
  - 황금산맥
  - 바르츠키에산맥
  - 루다비산맥
  - 카미엔네산맥
  - 카차프스키에산맥
  - 오파프스키에산맥
  - 비스트시츠키에산맥
  - 소비에산맥
- 슈마바산맥(체코, 독일)
- 슈바펜주라산맥(독일)
- 포겔스베르크산맥(독일)
- 보주산맥(프랑스)
- 위클로산맥(아일랜드)

#### 북아메리카
- 앱사로카산맥(몬태나주, 와이오밍주)
- 애덤산맥
- 애더먼트산맥
- 알세크산맥(브리티시컬럼비아, 알래스카, 유콘 준주)
- 애마고사산맥(캘리포니아주)
- 애디론댁산맥(뉴욕주)
- 앤빌산맥(유콘 준주)
- 애팔래치아산맥(미국 동부)
- 북극 코디에라(캐나다 북부)
- 배드샷산맥
- 배핀산맥
- 베어드산맥(알래스카주)
- 미국 분지산맥 지대(네바다주 등)
- 배틀산맥
- 베어리버산맥(유타주, 아이다호주)
- 뷰포트산맥
- 비버헤드산맥(몬태나주, 아이다호주)
- 벨처산맥(허드슨만)
- 벤델벤산맥(알래스카주)
- 빅벤드산맥
- 빅샐먼산맥(유콘 준주)
- 빅혼산맥(와이오밍주)
- 비숍산맥
- 비터루트산맥(몬태나주, 아이다호주)
- 블랙힐스(사우스다코타주, 와이오밍주)
- 블랙웰더산맥
- 블루산맥
- 보난자산맥
- 보닛플룸산맥(유콘 준주)
- 보닝턴산맥
- 보스턴산맥(아칸소주)
- 불더산맥(몬태나주)
- 불더산맥(유타주)
- 브라바존산맥(알래스카주)
- 브리저산맥(와이오밍주)
- 브리저산맥(몬태나주)
- 브리태니아산맥
- 브리티시엠파이어산맥
- 브리티시산맥(유콘 준주)
- 브룩스산맥(알래스카주 북부)
- 브루스산맥
- 바이엄마틴산맥
- 캐비닛산맥(몬태나주)
- 캐드윌라드산맥
- 캐멀스풋산맥
- 캐머런산맥
- 캔틸레버산맥
- 카리부산맥
- 캐스케이드산맥
- 캐슬산맥(몬태나주)
- 캐유시산맥
- 챌린저산맥
- 칠코틴산맥
- 치내티산맥(텍사스주)
- 치소스산맥(텍사스주 빅벤드 국립공원)
- 추가치산맥
- 클래크너쿠데인산맥
- 클리어워터산맥(아이다호주)
- 클렌드닝산맥
- 쾨르달렌산맥(몬태나주-아이다호주)
- 컬럼비아산맥(브리티시컬럼비아주)
- 콘저산맥
- 코키틀램산맥
- 코소산맥(캘리포니아주)
- 크레이지산맥(몬태나주)
- 크리즈산맥
- 커닝햄산맥
- 다비산맥(알래스카주)
- 데이비드슨산맥(알래스카주)
- 데이비스산맥(텍사스주)
- 도슨산맥(브리티시컬럼비아주)
- 들롱산맥(알래스카주)
- 딕슨산맥
- 더글라스산맥
- 두로산맥
- 덩컨산맥
- 이스트험볼트산맥(네바다주)
- 엘크산맥(콜로라도주)
- 엘크리버산맥
- 엘콘산맥(몬태나주)
- 엔디컷산맥(알래스카주)
- 이브렛산맥
- 페어웨더산맥(알래스카주)
- 패닌산맥
- 플랫헤드산맥(몬태나주)
- 프랭클린산맥(알래스카주)
- 프랭클린산맥(텍사스주)
- 프랭클린산맥
- 프론트산맥(콜로라도주)
- 갈라틴산맥(몬태나주)
- 가필드산맥
- 개리발디산맥
- 가넷산맥(몬태나주)
- 제너비브산맥
- 질러산맥(애리조나주)
- 글레니언산맥(유콘 준주)
- 고트산맥
- 골랜드산맥
- 그래니트산맥(와이오밍주)
- 그래니트산맥(알래스카주)
- 그린산맥(와이오밍주)
- 그리넬산맥
- 그로건모건산맥
- 그로스벤터산맥(와이오밍주)
- 과달루프산맥(텍사스주)
- 해딩턴산맥
- 하이트산맥
- 하일추크 빙원
- 핼리팩스산맥
- 행킨산맥
- 하츠산맥
- 허밋산맥
- 헤스산맥(유콘 준주)
- 호마트코 빙원
- 잉글필드산맥
- 이누이션산맥
- 인슐라산맥(브리티시컬럼비아주)
- 제프리스산맥
- 존롱산맥(몬태나주)
- 조이산맥
- 카무첸산맥
- 카우마제트산맥(래브라도)
- 키글라파이트산맥(래브라도)
- 키글루아이크산맥(알래스카주)
- 키티맛산맥
- 클루언산맥(유콘 준주)
- 노르산맥(유콘 준주)
- 코캐니산맥
- 쿠트네산맥(브리티시컬럼비아주)
- 크래그산맥
- 크리거산맥
- La Salle Mountains, 유타주
- Laguna Mountains(California, USA)
- Lake Range, 네바다주
- Laramie Mountains, 와이오밍주
- Lardeau Range
- Lemhi Range, 아이다호주
- Lewis Range, 몬태나주
- Lillooet Icecap
- Lillooet Ranges
- Livingston Range, 몬태나주
- MacDonald Range, 브리티시컬럼비아주
- Madison Range, 몬태나주
- Manzano Mountains, 뉴멕시코주
- McKay Range
- Mosquito Range, 콜로라도주
- Nadaleen Range, 유콘 준주
- Nelson Range
- Newcastle Range
- Niut Range
- Norns Range
- North Shore Mountains
- Olympic Mountains, 워싱턴
- Oquirrh Mountains, 유타주
- Oregon Coast Range, 오리건주
- Organ Mountains, 도냐아나 군
- Ortiz Mountains, 뉴멕시코주
- Osborn Range
- Owl Creek Mountains, 와이오밍주
- Owl Mountains,
- Panamint Range, 캘리포니아주
- Pelham Range
- Pelly Mountains, 유콘 준주
- Peninsular Ranges, Baja California Peninsula, 멕시코 to Riverside County, California
- Phillip Smith Mountains, 알래스카주
- Pierce Range
- Pinaleno Mountains, 애리조나주
- Pioneer Mountains, 아이다호주
- Pioneer Mountains, 몬태나주
- Precipitous Mountains
- Premier Range
- Prince of Wales Mountains
- Prince of Wales Range
- Princess Margaret Range
- Pryor Mountains, 몬태나주
- Purity Range
- Queen Charlotte Mountains, 브리티시컬럼비아주
- Quesnel Highland
- Red Mountains, 와이오밍주
- Refugium Range
- Richardson Mountains, 유콘 준주
- Robinson Mountains, 알래스카주
- Rocky Mountain Foothills, British Columbia and Alberta, Canada
- 로키산맥, western 미국 and 캐나다
- Romanzof Mountains, Alaska
- Ruby Mountains, 네바다주
- Ruby Range
- Sacramento Mountains, Otero County, New Mexico
- Saint Elias Mountains, southern 알래스카주, 유콘 준주 and 브리티시컬럼비아주
- Salish Mountains, 몬태나주
- Salmon River Mountains, 아이다호주
- Salmon River Mountains, 아이다호주
- Salt River Range, 와이오밍주
- San Christoval Range
- San Francisco Peaks, 애리조나주
- San Jacinto Mountains(California, USA)
- 산후안산맥, 콜로라도주
- Sandia Mountains, 뉴멕시코주
- Sangre de Cristo Mountains, Colorado and New Mexico
- Santa Ana Mountains(California, USA
- Sawatch Range, 콜로라도주
- Sawtooth Range, 아이다호주
- Sawtooth Range
- Schell Creek Range, 네바다주
- Schwatka Mountains, Alaska
- Scoresby Hills
- Selamiut Range
- Selkirk Mountains, 브리티시컬럼비아주 and 워싱턴
- Selwyn Mountains, 유콘 준주
- Seward Peninsula, 알래스카주
- Seymour Range
- Sheep Range, 네바다주
- Shoshone Range, 아이다호주
- Shoshone Range, 네바다주
- Shubelik Mountains, Alaska
- Shulaps Range
- Shuswap Highland
- Sierra de la Giganta(Baja California, Mexico)
- Sierra de la Laguna(Baja California, Mexico)
- Sierra Juarez(Baja California, Mexico)
- 시에라네바다산맥 (미국), 캘리포니아주
- Sierra San Pedro Mártir(Baja California, Mexico)
- Sir Donald Range
- Sir Sandford Range
- Sir Winston Churchill Range, 앨버타주
- Siskiyou Mountains, 오리건주
- Snake Range, 네바다주
- Snowy Range, 와이오밍주
- Somerset Range
- Sophia Range
- Spearhead Range
- Spring Mountains, 네바다주
- St. Cyr Range, 유콘 준주
- Stokes Range
- Superstition Mountains, 애리조나주
- Sutter Buttes, 캘리포니아주
- Sutton Range
- Swan Range, 몬태나주
- Swiss Range
- Tantalus Range
- Tenmile Range, 콜로라도주
- Teton Range, 와이오밍주
- Thorndike Peaks
- Tobacco Root Mountains, 몬태나주
- Tochquonyalla Range
- Toiyabe Range, 네바다주
- Torngat Mountains
- Treuter Mountains
- Uinta Mountains, 유타주
- United States Range
- Uwharrie Mountains, 노스캐롤라이나주
- Valhalla Ranges
- Valkyr Range
- Vancouver Island Ranges, 브리티시컬럼비아주
- Victoria and Albert Mountains
- Waddington Range
- Waring Mountains, 알래스카주
- Wasatch Range, 유타주
- Washburn Range, 와이오밍주
- Wernecke Mountains, 유콘 준주
- West Humboldt Range, 네바다주
- White Cloud Mountains, 아이다호주
- White Mountains (Alaska)
- White Mountains (Arizona)
- White Mountains (California)
- Whitefish Range, 몬태나주
- Wind River Range, 와이오밍주
- Windy Range
- Wolf Mountains, 몬태나주
- Wyoming Range, 와이오밍주
- York Mountains, 알래스카주

#### 중앙아메리카
- 마야산맥(벨리즈)
- 마드레데치아파스산맥(멕시코, 과테말라, 온두라스, 엘살바도르)
- 멕시코 화산지대(멕시코)
- 치치나우친산맥/아이우스코산맥(멕시코)
- 마드레오리엔탈산맥(멕시코)
- 마드레오시덴탈산맥(멕시코)
- 마드레델수르산맥(멕시코)
- 툭스틀라산맥(멕시코)
- 이사벨리아산맥(니카라과, 온두라스)
- 로스마리비오스산맥(니카라과)
- 치나하산맥(과테말라)
- 추아쿠스산맥(과테말라)
- 로스쿠추마타네스산맥(과테말라)
- 라칸돈산맥(과테말라, 멕시코)
- 메레돈산맥(과테말라, 온두라스)
- 센트랄산맥(코스타리카)
- 에스카수산맥(코스타리카)
- 과나카스테산맥(코스타리카)
- 탈라망카산맥(코스타리카, 파나마)
- 틸라란산맥(코스타리카)

#### 남아메리카
- 안데스산맥(아르헨티나, 볼리비아, 칠레, 콜롬비아, 에콰도르, 페루, 베네수엘라)
  - 센트랄산맥(콜롬비아)
  - 오시덴탈산맥(콜롬비아)
  - 오리엔탈산맥(콜롬비아, 베네수엘라)
    - 페리하 산지(콜롬비아, 베네수엘라)
    - 추룸벨로스 산지(콜롬비아)

  - 에콰도르(에콰도르)
  - 오시덴탈(에콰도르)
  - 블랑카산맥(페루)
  - 네그라산맥(페루)
  - 와이와시산맥(페루)
  - 센트랄산맥(볼리비아)
    - 레알산맥

  - 오리엔탈산맥](볼리비아)
  - 오시덴탈산맥(볼리비아, 칠레)
  - 칠레 해안산맥(칠레)
    - 비쿠냐마케나산맥
    - 나우엘부타산맥
    - 마우이단치산맥
    - 펠라다산맥
    - 피우첸산맥
    - 피룰릴산맥

  - 도메이코산맥(칠레)
  - 탈리나이산맥(칠레)
  - 네그라산맥(칠레)
  - 파이네산맥(칠레)
  - 사르미엔토산맥(칠레)
  - 리에스코산맥(칠레)
  - 다윈산맥(칠레)
  - 마르티알산맥(아르헨티나)
  - 나바리노산맥(칠레)
- 코르도바산맥(아르헨티나)
- 라벤타나산맥(아르헨티나)
- 바우도산맥(콜롬비아)
- 기아나 고원(베네수엘라)
- 마쿠이라 산지(콜롬비아)
- 네바다데산타마르타산맥(콜롬비아)
- 라마카레나산맥(콜롬비아)
- 아이모레스산맥(브라질)
- 보르보레마 고원(브라질)
- 샤파다(브라질)
- 샤파다두아라리피(브라질)
- 크리스털산맥(브라질)
- 에스피냐수산맥(브라질)
- 샤파다두스기마랑이스(브라질)
- 샤파다다스망가베이라스(브라질)
- 만치케이라산맥(브라질)
- 남동부 대서양림 보호지역(브라질)
- 가우샤산맥(브라질)
- 오르강스산맥(브라질)
- 제랄산맥(브라질)
- 이비아파바산맥(브라질)
- 치라캄부산맥(브라질)

#### 아프리카
- 드라켄즈버그산맥(남아프리카 공화국)
- 루웬조리산맥(우간다)
- 마할리스버그산맥(남아프리카 공화국)
- 세더버그산맥(남아프리카 공화국)
- 스와르트버그산맥(남아프리카 공화국)
- 시미엔산맥(에티오피아)
- 아우테니쿠아산맥(남아프리카 공화국)
- 아틀라스산맥(모로코, 알제리, 튀니지)
- 케냐산맥(케냐)
- 킬리만자로산맥 & 메루산맥(탄자니아)
- 피통데네주산맥 & 피통드라푸르네즈산맥(레위니옹섬)

#### 남극
- 앨러다이스산맥(사우스조지아 사우스샌드위치 제도)
- 이미언산맥(스미스섬)
- 펜서콜라산맥
- 샐브슨산맥(사우스조지아 사우스샌드위치 제도)
- 탱그라산맥(리빙스턴섬)
- 남극 횡단산맥
  - 퀸모드산맥
    - 부시산맥
    - 커먼웰스산맥
    - 도미니언산맥
    - 고딕산맥
    - 허버트산맥
    - 프린스올라브산맥
    - 휴스산맥
    - 서포터스산맥

  - 티론산맥

#### 태평양
- 그레이트디바이딩산맥(오스트레일리아)
- 서던알프스산맥(뉴질랜드)

### 해양
- 엠퍼러 해산군
- 해령(지구에서 가장 긴 산맥)[1][2]
  - 가켈 해령
  - 대서양중앙 해령
  - 남서인도양 해령
  - 인도양중앙 해령
  - 남동인도양 해령
  - 태평양-남극 해령
  - 동태평양 해팽
- 동인도양해령(동경 90도 해령)

## 천체

### 달
국제천문연맹의 표기법에 따르면 달의 산맥은 라틴어로 명명한다.
- 몬테스 레타쿨레(레타쿨레산맥)
- 몬테스 렉티(렉티산맥)
- 몬테스 룩(룩산맥)
- 몬테스 리파에우스(리파에우스산맥)
- 몬테스 세키(세키산맥)
- 몬테스 스피츠베르겐(스피츠베르겐산맥)
- 몬테스 아그리콜라(아그리콜라산맥)
- 몬테스 알페스(알프스·알페스산맥)
- 몬테스 타우루스(타우루스산맥)
- 몬테스 테네리페(테네리페산맥)

### 이아페투스
- 이아페투스 (위성)

## 같이 보기
- 산맥
- 세계의 산
- 칠대륙 최고봉
- 달의 산맥 목록